# 17260 Kusnirak
17260 Kusnirak este o planetă minoră (asteroid) din centura de asteroizi. A fost descoperită pe 6 mai 2000 la Socorro de Lincoln Near-Earth Asteroid Research și a fost numită după Peter Kušnirák⁠(d). 
Obiectul prezintă o orbită caracterizată de o semiaxă mare de 2,2041817 UAi, o excentricitate de 0,18, o înclinație de 5,28561 ° în raport cu ecliptica.